# Интернационални батаљон Георги Димитров
Интернационални батаљон „Георги Димитров“ (шп. Batallón Dimitrov) био је војна јединица у саставу Интернационалних бригада, састављена углавном од од бугарских, грчких и југословенских добровољаца на страни Шпанске републике у грађанском рату.
Био је осаманести по реду формирани батаљон. Добио је име по бугарском револуционарну Георги Димитрову, који је у то време био секретар Коминтерне.

## Борбени пут батаљона
Батаљон је формиран је децембра 1936. године. У њему се налазило око 800 бораца, од којих су 400 били Бугари, 160 Грци и 25 Југословени.
Дана 31. јануара 1937. године, ушао је у састав Петнесте интернационалне бригаде. Његови борци су се борили заједно са два легендарна батаљона, Британским и батаљоном Линколн. По први пут су се заједно борили у бици на Харами, фебруара 1937. године. Бригада је тада претрпела тешке губитке.
Дана 20. септембра 1937, батаљон „Димитров“ био је премештен у Резервну групу 45. интернационалне дивизије, где је попуњен новим борцима. Дана 21. фебруара 1938. године, батаљон је ушао у састав 129. интернационалне бригаде, која је била састављена углавном од средњоевропских батаљона. Батаљон је био у саставу 129. бригаде, све до демобилизације Интернационалних бригада 5. октобра 1938. године. Његов последњи командант, Јозеф Павел, касније је био министар у влади Александра Дубчека 1968. године.

## Борци батаљона
Неки од познатијих југословенских бораца батаљона „Димитров“ били су:
| - Божо Билић Марјан - Вељко Влаховић - Ратко Вујовић - Јоже Грегорчич - Алекса Демниевски - Илија Енгел | - Мирко Ковачевић - Франц Розман Стане - Иван Рукавина - Иван Турк - Миљенко Цвитковић - Јосип Чубрић |